# Celatoblatta montana
Celatoblatta montana es una especie de cucaracha terrestre 
del género Celatoblatta, tribu Celatoblattini, subfamilia Polyzosteriinae. Fue descrita científicamente por Johns en 1966.

## Distribución
Se distribuye por Oceanía: Nueva Zelanda.